# Bordos
Bordos (románul Bordoșiu németül Bordesch), falu Romániában, Maros megyében.

## Fekvése
A falu Marosvásárhelytől 24 km-re délkeletre, a Vécke-patak völgyének kijáratánál, központjától, Gyulakutától 3 km-re fekszik.

## Története
1566-ban Bordos néven említik. 1910-ben 481 magyar lakosa volt. A trianoni békeszerződésig Udvarhely vármegye Székelykeresztúri járásához tartozott. 1992-ben 337 lakosából 256 magyar, 79 cigány és 2 román volt.

## Látnivalók
- Római katolikus temploma 15. századi, 1857-ben átépítették. A reformáció után az unitáriusoké lett, 1781-ben adták vissza a katolikusoknak.
- Unitárius temploma 1781 után épült.

## Híres emberek
- Itt született 1910-ben dr. Molnár István tanár, etnográfus, muzeológus, a székelykeresztúri múzeum alapítója.
- Itt született 1930-ban Simonfi Imre költő, újságíró.
- Itt született 1947-ben Czegő Teréz színésznő